# St. Florian (Riem)
Koordinaten: 48° 7′ 50,4″ N, 11° 41′ 30,6″ O
Die Pfarrkirche St. Florian ist die jüngste römisch-katholische Kirche im Stadtbereich der bayerischen Landeshauptstadt München.

## Beschreibung
St. Florian bildet mit der evangelischen Sophienkirche ein ökumenisches Kirchenzentrum in der neuen Messestadt Riem am Platz der Menschenrechte in unmittelbarer Nähe des Einkaufszentrums Riem Arcaden. Am 4. Mai 2005 wurde die Kirche auf den Namen des Heiligen Florian, des Schutzpatrons der Feuerwehren, geweiht. Schon drei Monate vorher öffnete erstmals der Pfarrkindergarten. Seit 2018 bildet St. Florian mit St. Peter und Paul in Trudering, sowie deren Filialkirche St. Martin den Pfarrverband Vier Heilige Trudering Riem.
Die Malankara Syrisch-Orthodoxe Kirche München nutzt den Kirchenraum von St. Florian mit.

## Architektur & Baugeschichte
Das Kirchengebäude, das der Münchner Architekt Florian Nagler mit dessen Projektleiter Thomas Neumann entwarf, ist von strenger Schlichtheit. Die kubische Form lässt an eine moderne „Festung des Glaubens“ denken. Der Glockenturm gleicht einer weißen Säule und steht frei auf dem Platz der Menschenrechte. Im Norden und Süden bilden dünne Schlitze ein Kreuz. Auf der West- und Ostseite sind Schallfenster für die Glockenstube eingelassen. Jeweils unterhalb ist ein Zifferblatt angebracht. Fünf Glocken wurden 2005 in der Glockengießerei Rudolf Perner in Passau gegossen: Floriansglocke (fis1), Marienglocke (gis1), Vaterunserglocke (a1), Peter-und-Paul-Glocke (h1) und Jubilate-Glocke (cis2). Die protestantische Nachbargemeinde und die Pfarrei teilen sich das Geläut.
Der Kirchenraum ist nach Westen ausgerichtet und wird bei Sonneneinstrahlung durch das über die gesamte Breite sich erstreckende Glasfenster in goldbraunes Licht getaucht. Die Fenster wurden von der Berliner Glasmalerin Hella Santarossa gestaltet.
Die Orgel erbaute 1965 Carl Schuster für das Mutterhaus der Barmherzigen Schwestern in München. Sie wurde 2007 durch Christoph Kaps hierher transferiert.
Der DPSG-Pfadfinderstamm Galileo Galilei ist in der Pfarrei zuhause.

## Preise
- 2006: Anerkennung – Balthasar-Neumann-Preis